# Булеан

Елементи булеана множини {x,y,z}, зображені в порядку включення елементів

Булеан (англ. power set, нім. potenzmenge) — у теорії множин, це множина всіх підмножин даної множини {\displaystyle A}, позначається {\displaystyle {\mathcal {P}}(A)} або {\displaystyle 2^{A}} (оскільки вона відповідає множині відображень з {\displaystyle A} в {\displaystyle 2=\{0,1\}}).
Якщо дві множини мають однакову потужність, то їх булеани теж мають рівну потужність. Обернене твердження (тобто ін'єктивність операції {\displaystyle \kappa \mapsto 2^{\kappa }} для кардиналів) є незалежним від ZFC.
У категорії множин можна спорядити функцію {\displaystyle {\mathcal {P}}} структурою коваріантного або контраваріантного функтора в такий спосіб:
- коваріативний функтор відображає функцію {\displaystyle f\colon A\to B} у функцію {\displaystyle {\mathcal {P}}f\colon {\mathcal {P}}A\to {\mathcal {P}}B} таку, що вона відображає {\displaystyle X} у образ {\displaystyle X} відносно {\displaystyle f};
- контраваріативний функтор відображує функцію {\displaystyle f\colon A\to B} в {\displaystyle {\mathcal {P}}f\colon {\mathcal {P}}B\to {\mathcal {P}}A} таку, що вона відображає {\displaystyle X} у повний прообраз {\displaystyle X} відносно {\displaystyle f}.

## Приклад
Нехай {\displaystyle S\ {\mathcal {=}}\ \{x,y,z\}}. Тоді підмножинами {\displaystyle S} є:
- {\displaystyle \varnothing } (або {\displaystyle \emptyset }) — порожня множина
- {\displaystyle \{x\}}
- {\displaystyle \{y\}}
- {\displaystyle \{z\}}
- {\displaystyle \{x,y\}}
- {\displaystyle \{x,z\}}
- {\displaystyle \{y,z\}}
- {\displaystyle \{x,y,z\}}

Отже, булеаном множини {\displaystyle S} є множина {\displaystyle {\mathcal {P}}(S)=} {\displaystyle \{}{\displaystyle \varnothing }, {\displaystyle \{x\}}, {\displaystyle \{y\}}, {\displaystyle \{z\}}, {\displaystyle \{x,y\}}, {\displaystyle \{x,z\}}, {\displaystyle \{y,z\}}, {\displaystyle \{x,y,z\}}{\displaystyle \}}.

## Властивості
Якщо {\displaystyle S} — скінченна множина та {\displaystyle |S|=n}, то кількість підмножин {\displaystyle S} дорівнює {\displaystyle |{\mathcal {P}}(S)|=2^{n}}. Цей аспект, який є передумовою до позначення {\displaystyle 2^{S}}, можна подати так:
Спершу якось упорядкуємо елементи {\displaystyle S}. Ми записуємо кожну підмножину {\displaystyle S} у вигляді {\displaystyle \{\omega _{1},\omega _{2},...,\omega _{n}\}}, де {\displaystyle \omega _{i},1\leq i\leq n}, може приймати значень 0 або 1. Якщо {\displaystyle \omega _{i}=1}, тоді  {\displaystyle i}-ий елемент множини {\displaystyle S} належить підмножині; в іншому випадку, цей елемент відсутній. Очевидно, кількість різних підмножин, які можна отримати в такий спосіб, дорівнює {\displaystyle 2^{n}}.
Діагональний метод Кантора показує, що булеан множини {\displaystyle S} (скінченної або нескінченної) завжди має строго більшу потужність, ніж сама множина {\displaystyle S}. Зокрема, теорема Кантора свідчить, що булеан зліченної множини є незліченним. Наприклад, можна утворити бієктивне відображення між булеаном множини натуральних чисел та множиною дійсних чисел.
Булеан множини {\displaystyle S}, поряд з операціями об'єднання, перетину та доповнення, можна розглядати як приклад булевої алгебри. Можна показати, що будь-яка скінченна булева алгебра є ізоморфною до булевої алгебри булеана скінченної множини. Для нескінченних булевих алгебр ця умова не виконується, але будь-яку нескінченну булеву алгебру можна подати як підалгебру булеана булевої алгебри (див.: теорема Стоуна про представлення булевих алгебр).
Булеан множини {\displaystyle S} формує абелеву групу за операцією симетричної різниці та комутативний моноїд за операцією перетину. Отже, можна показати (доводячи дистрибутивність), що булеан формує булеве кільце за цими операціями.

## Подання підмножин як функцій
У теорії множин, {\displaystyle X^{Y}} позначає множину всіх функцій із {\displaystyle Y} в {\displaystyle X}. {\displaystyle 2^{S}} — множина всіх відображень із {\displaystyle S} у {\displaystyle 2=\{0,1\}}. Визначаючи функцію в {\displaystyle 2^{S}} з відповідним прообразом 1, ми бачимо, що відображення між {\displaystyle 2^{S}} та {\displaystyle {\mathcal {P}}(S)} є бієктивним, де кожна функція є характеристичною функцією підмножини {\displaystyle {\mathcal {P}}(S)}, у якій вона визначена. Таким чином, {\displaystyle 2^{S}} та {\displaystyle {\mathcal {P}}(S)} можна вважати теоретико-множинно ідентичними.
Це поняття можна застосувати до наведеного вище прикладу, де {\displaystyle S\ {\mathcal {=}}\ \{x,y,z\}}, щоб побачити ізоморфізм з двійковими числами від 0 до {\displaystyle 2^{n}-1}, де {\displaystyle n} — кількість елементів у множині. У {\displaystyle S} «1» на позиції, яка відповідає позиції елемента у множині, позначає присутність цього елемента. Такими чином, {\displaystyle \{x,y\}=\{1,1,0\}}.
Для всієї множини отримуємо:
- {\displaystyle \varnothing =000_{2}=0_{10}}
- {\displaystyle \{x\}=100_{2}=4_{10}}
- {\displaystyle \{y\}=010_{2}=2_{10}}
- {\displaystyle \{z\}=001_{2}=1_{10}}
- {\displaystyle \{x,y\}=110_{2}=6_{10}}
- {\displaystyle \{x,z\}=101_{2}=5_{10}}
- {\displaystyle \{y,z\}=011_{2}=3_{10}}
- {\displaystyle \{x,y,z\}=111_{2}=7_{10}}

## Алгоритми
Для скінченної множини {\displaystyle S} існує рекурсивний алгоритм для знаходження {\displaystyle {\mathcal {P}}(S)}.
Визначимо операцію {\displaystyle {\mathcal {F}}(e,T)=\{X\cup \{e\}|X\in T\}}.
- Якщо {\displaystyle S=\varnothing }, тоді повернемо {\displaystyle {\mathcal {P}}(S)=\{\varnothing \}}.

- В іншому випадку:
  - Нехай {\displaystyle e} — будь-який одиничний елемент з {\displaystyle S}.
  - Нехай {\displaystyle T=S\setminus \{e\}}, де {\displaystyle S\setminus \{e\}} — відносне доповнення {\displaystyle \{e\}} в {\displaystyle S}.
  - Повернемо {\displaystyle {\mathcal {P}}(S)={\mathcal {P}}(T)\cup {\mathcal {F}}(e,{\mathcal {P}}(T))}.

## Зв'язок з біномом Ньютона
Булеан тісно пов'язаний з біномом Ньютона. Кількість підмножин потужності {\displaystyle k} в булеані множини, потужність якої {\displaystyle n}, є кількістю комбінацій {\displaystyle C_{n}^{k}}, яку також називають біноміальним коефіцієнтом.
Наприклад, множина із трьох елементів містить:
- {\displaystyle C_{3}^{0}=1} підмножину з 0 елементами (порожня множина);
- {\displaystyle C_{3}^{1}=3} підмножини з 1 елементом (одиничні підмножини);
- {\displaystyle C_{3}^{2}=3} підмножини з 2 елементами (усі можливі пари одиничних підмножин);
- {\displaystyle C_{3}^{3}=1} підмножину з 3 елементами (уся початкова множина).

## Підмножини обмеженої потужності
Множину підмножин {\displaystyle S}, потужність яких менша ніж {\displaystyle k}, позначають {\displaystyle {\mathcal {P}}_{k}(S)} або {\displaystyle {\mathcal {P}}_{<k}(S)}. Таким чином, множину непорожніх підмножин {\displaystyle S} можна позначити {\displaystyle {\mathcal {P}}_{\geq 1}(S)}.

## Потужність скінченного булеана
Справедливе таке твердження: число підмножин скінченної множини, яка складається з {\displaystyle n} елементів, дорівнює {\displaystyle 2^{n}}. Результат доводиться методом математичної індукції. В разі порожньої множини {\displaystyle \varnothing }({\displaystyle n=0}) тільки одна підмножина — вона сама, і {\displaystyle 2^{0}=1}. На кроці індукції твердження вважають встановленим для множин потужності {\displaystyle n} та розглядається довільна множина {\displaystyle M} з кардинальним числом {\displaystyle n+1}; зафіксувавши деякий елемент {\displaystyle a_{0}\in M}, підмножини множини {\displaystyle M} розділяють на два сімейства:
1. {\displaystyle M_{1}}, що містить {\displaystyle a_{0}},
2. {\displaystyle M_{2}}, що не містить {\displaystyle a_{0}}, тобто є підмножинами множини {\displaystyle M\setminus \{a_{0}\}}.

Підмножин другого типу, за припущенням індукції, {\displaystyle 2^{n}}, підмножин першого типу рівно стільки ж, оскільки підмножина такого типу отримується з деякої єдиної підмножини другого типу доданням елемента {\displaystyle a_{0}} і, отже:
{\displaystyle 2^{M}=M_{1}\bigcup M_{2}} та {\displaystyle M_{1}\bigcap M_{2}=\varnothing }.
За індукційним припущенням {\displaystyle \left|M_{1}\right|=2^{n}} та {\displaystyle \left|M_{2}\right|=2^{n}}, тобто:
{\displaystyle \left|2^{M}\right|=\left|M_{1}\right|+\left|M_{2}\right|=2^{n}+2^{n}=2^{n+1}=2^{\left|M\right|}}